# 松采沃區 (庫爾斯克州)

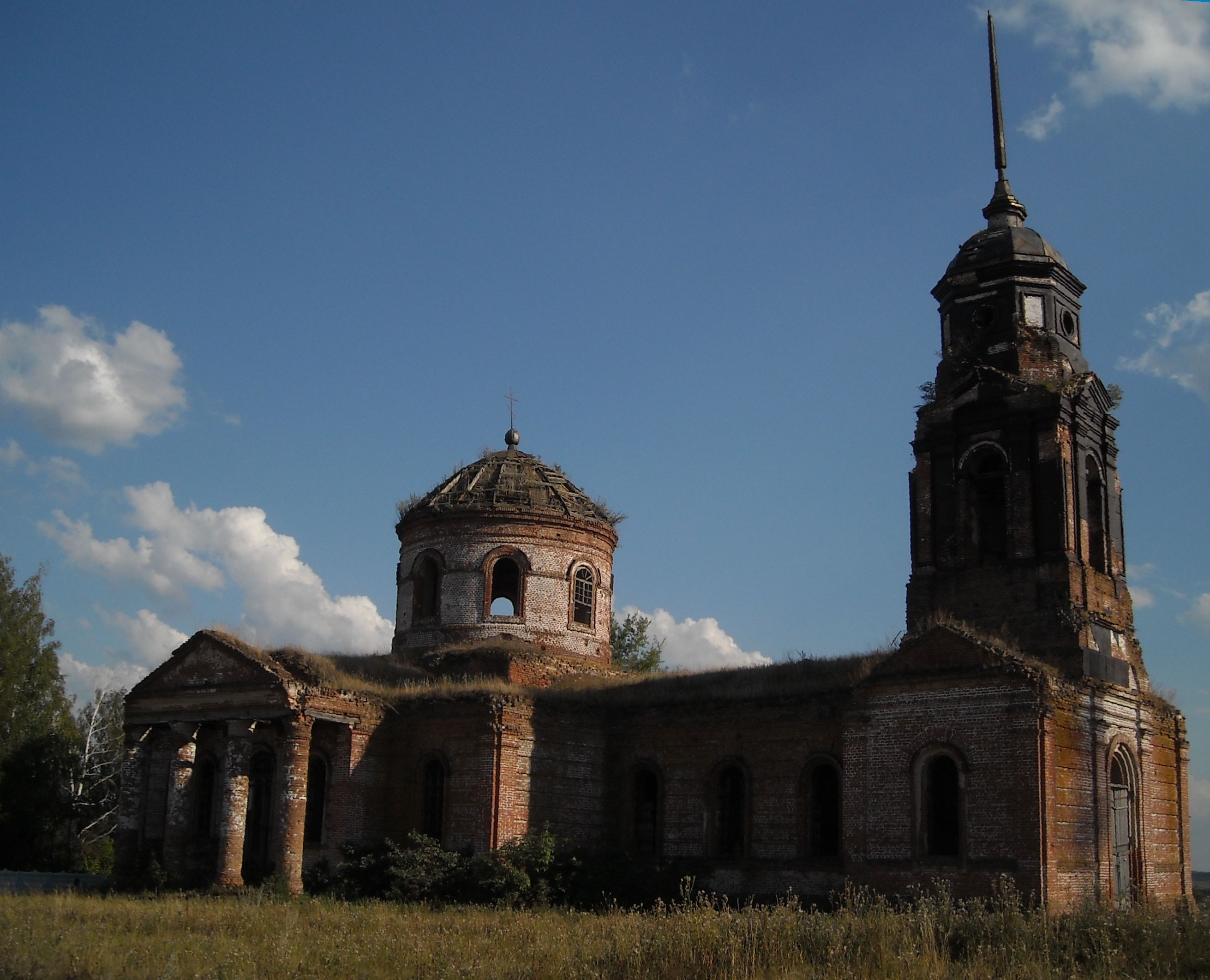

51°24′55″N 36°45′07″E / 51.41528°N 36.75194°E
松采沃區（俄语：Солнцевский район）是俄羅斯西部庫爾斯克州的區，面積1,051.8平方公里，2010年人口15,382，人口密度每平方公里14.62人。